# Kernkraftwerk Südural
Das Kernkraftwerk Südural (russisch Южно-Уральская АЭС [anhörenⓘ]) sollte in der Oblast Tscheljabinsk in Russland entstehen. Der Bau der Brutreaktoren begann 1986,  wurde aber auf Grund von Finanzierungsproblemen eingestellt. Es ist jedoch geplant, im Zuge des neuen russischen Atomprogrammes Projekt 2007–2015 ein neues Kernkraftwerk mit vier WWER-1200/491 Reaktoren zu bauen.

## Geschichte
Gebaut wurde das Kraftwerk an einem See, der einige Kilometer nordöstlich der kerntechnischen Anlage Majak liegt. Es waren drei BN-Reaktoren geplant. Die Bruttoleistung sollte 800 MW und die Nettoleistung 750 MW betragen. Die thermische Leistung der Reaktoren sollte 2100 MW betragen. Grund für den Bau von Brutreaktoren nahe der Anlage in Majak war, dass in Majak aufbereitetes Plutonium aus nicht mehr benötigten Atomwaffen als Brennstoff in den BN-800-Reaktoren hätte verwendet werden können. Jeder der Brüter hätte durchschnittlich 2,5 t Plutonium pro Jahr verbrauchen sollen. Anfangs sollte das Kraftwerk den Namen Kernkraftwerk Majak bekommen. Später wurde es aber in Kernkraftwerk Südural umbenannt.
Mit den grundlegenden Bau- und Montagearbeiten für das Kraftwerk wurde schon 1984 begonnen. Nach anfänglichen Finanzierungs- und Planungsproblemen hinsichtlich der Reaktoren begann der Bau der Blöcke eins und zwei am 1. Januar 1986. Block drei blieb vorerst nur in der Planungsphase. Aufgrund eines durchgeführten Referendums wurde ein Baustopp verhängt. Zu dieser Zeit waren bereits zwei große Baugruben ausgehoben worden und ein Teil des Fundaments von Block eins gebaut worden. Während dieses Baustopps wurde unabhängig von dem Referendum eine Umweltverträglichkeitsprüfung durchgeführt. Die Ergebnisse zeigten, dass die Umwelt keinen Schaden davontragen würde. Bis zu diesem Baustadium kostete der Bau 400 Millionen Rubel (damals umgerechnet rund 240 Millionen US-Dollar).
1995 wurde verkündet, dass der Bau des Kraftwerkes verschoben werde. Grund war, dass wieder keine finanzielle Mittel vorhanden waren. Der Minister für Atomenergie in Russland sprach sich für das Projekt aus und gewährte eine Finanzspritze in Höhe von 800 Millionen US-Dollar, um den Reaktor fertigzustellen. Die Wiederaufnahme des Baus sollte 1996 stattfinden. 1996 wurden dann 15 Milliarden Rubel für den Weiterbau des Kraftwerkes versprochen. Zudem wurde verkündet, dass das Kraftwerk der Umwelt keinerlei Schaden zufügen werde, da es nur auf bereits kontaminiertem Gebiet stehe und außerdem radioaktives Wasser, das nach dem Unfall in Majak radioaktiv kontaminiert wurde, zur Kühlung benutze. Das Kraftwerk sollte bis zu 5000 neue Arbeitsplätze schaffen.
Einen Monat später wurde bekannt, dass mindestens 12,6 Milliarden Dollar nötig seien, um das Kraftwerk fertigzustellen. Aufgrund der Kostenexplosion würden mehr Finanzierungsquellen benötigt. Da aber keinerlei Finanzierungsquellen vorhanden waren, wurden die Planungen zur Wiederaufnahme des Baus vorerst gestoppt.
Ende des Jahres 1996 wurde verkündet, dass der Bau dreier neuer BN-800-Reaktoren in der nur wenige Kilometer entfernten Stadt Osjorsk als Ersatz für die drei Brutreaktoren vom Typ BN-800 bei Majak geplant sei. Da aber die Bevölkerung gegen einen Bau war, wurde das Kraftwerksprojekt noch 1996 beendet.
1998 hatte die Behörde Gosatomnadzor erneut Lizenzen für den Bau der Brutreaktoren am Standort Südural bekommen. Der dritte Block des Kraftwerks wurde mittlerweile verworfen, sodass nur noch die beiden Reaktoren, die schon im Bau waren, fertiggestellt werden sollten. Die geschätzten Kosten des Projektes beliefen sich auf 1,5 Milliarden Dollar. Es wurde erwartet, dass der Bau der Reaktoren sechs bis acht Jahre dauern würde und jährlich 300 Millionen Dollar investiert werden müssten. Die Oblast Tscheljabinsk unterstützte den Bau der neuen Reaktoren, seitdem es Strommangel in der Oblast gab. Da aber weiterhin das Problem der Finanzierung eine Hinderung des Baus darstellte und sich keine Investoren finden ließen, wurde das Projekt endgültig eingestellt.
Im April 2000 hatte Minatom verkündet, dass der Bau 2010 wieder aufgenommen werden solle.

## Neubau
Es wurde ein neues Kraftwerk am selben Standort im Zuge des neuen russischen Atomprogramms Projekt 2007–2015 geplant. Dabei setzt man auf vier WWER-1200/491 in der Bauform des AES-2006. Es wurden schon einige Umweltverträglichkeitsstudien aufgestellt, um einen neuen Bau am Standort durchzuführen. Aber auch ein Weiterbau der BN-Reaktoren ist noch eine Option. Allerdings ist die Bevölkerung in Tscheljabinsk gegen den Bau eines Kernkraftwerks. 61 % waren gegen ein Kernkraftwerk, während 21 % dafür waren, 18 % hatten keine Meinung dazu. Der Gouverneur der Oblast Tscheljabinsk wie auch Rosatom haben sich für einen Bau an diesem Standort entschieden.
Die 30-Kilometer-Zone um die kerntechnische Anlage in Majak, in der das Kraftwerk gebaut werden soll, wird derzeit untersucht, um die Auswirkungen der radioaktiven Strahlung allgemein sowie die Strahlenbelastung auf den Bauprozess und auf die Arbeiter, die im Kraftwerk arbeiten, festzustellen. Am 21. Oktober 2007 wurde die aufgegebene Baustelle des Kraftwerkes begutachtet. Der Gouverneur hatte sich dafür ausgesprochen, wenn überhaupt, nur an diesem Ort ein Kernkraftwerk zu errichten. Die dafür benötigte Infrastruktur im Sinne von Wasseranbindung, genügend Wohnungen und einer zentralen Feuerwache sind auch schon vorhanden.
Einige Professoren haben erklärt, dass die drei BN-800-Reaktoren am wirtschaftlichsten seien, da man in ihnen den Kernbrennstoff aufbereiten kann und sie auch sehr sparsam im Kernbrennstoffverbrauch sind. So hätte Russland einen geschlossenen Brennstoffkreislauf hergestellt. Man könne die verbrauchten Brennelemente der Brutreaktoren wiederaufarbeiten und den Brennstoff in anderen Reaktoren verwenden.
Am 22. Juli 2008 hat Rosenergoatom Planungen für den Bau eines vierblöckigen Kernkraftwerkes mit einer Kapazität von 4,6 GW bekannt gegeben. Das Kernkraftwerk soll die Stromversorgung der Region sichern. Die Reaktoren sollen 2016, 2018, 2019 und 2020 den Betrieb aufnehmen. Ausgelegt sind sie für einen Betrieb von 50 Jahren.

## Daten der Reaktorblöcke
Das Kernkraftwerk sollte zuerst drei Blöcke bekommen; aktuell sind vier in Planung:
| Reaktorblock | Reaktortyp               | Nettoleistung [MW] | Bruttoleistung [MW] | Baubeginn      | Netzsynchronisation | Kommerzieller Betrieb                     |
| ------------ | ------------------------ | ------------------ | ------------------- | -------------- | ------------------- | ----------------------------------------- |
| Südural-1    | BN-800                   | 750                | 800                 | 1. Januar 1986 | –                   | – Planung am 1. Dezember 1993 eingestellt |
| Südural-2    | BN-800                   | 750                | 800                 | 1. Januar 1986 | –                   | – Planung am 1. Dezember 1993 eingestellt |
| Südural-3    | BN-800                   | 750                | 800                 | –              | –                   | – Planung am 1. Dezember 1993 eingestellt |
| Südural-1    | WWER-1200/491 (AES-2006) | 1070               | 1200                | –              | –                   | (2016 geplant)                            |
| Südural-2    | WWER-1200/491 (AES-2006) | 1070               | 1200                | –              | –                   | (2018 geplant)                            |
| Südural-3    | WWER-1200/491 (AES-2006) | 1070               | 1200                | –              | –                   | (2019 geplant)                            |
| Südural-4    | WWER-1200/491 (AES-2006) | 1070               | 1200                | –              | –                   | (2020 geplant)                            |